# Bikkia guilloviana
Bikkia guilloviana är en måreväxtart som beskrevs av Adolphe-Théodore Brongniart. Bikkia guilloviana ingår i släktet Bikkia och familjen måreväxter. Inga underarter finns listade i Catalogue of Life.